# Škofi
Škofi – wieś w Słowenii, w gminie Komen. W 2018 roku liczyła 10 mieszkańców.